# Niewald
Niewald (plattdeutsch: Nüiwauld) ist ein Ortsteil von Detmold im Kreis Lippe in Nordrhein-Westfalen und liegt etwa sechs Kilometer nordwestlich  vom Stadtzentrum entfernt. Die benachbarten Detmolder Ortsteile sind im Uhrzeigersinn Oettern-Bremke, Jerxen-Orbke und Nienhagen. Niewald wurde vermutlich im 13. Jahrhundert genauso wie das benachbarte Nienhagen als Hagenhufendorf gegründet. Die Herkunft des Namens ist umstritten. Die Version Niggenwald bedeutet Neuer Wald, Nienwald könnte Niedriger Wald heißen und schließlich ist Niggewalt der Eigenname eines Landwirts, der sich 1532 ansiedelte.
Um die nicht erbberechtigten Bauernsöhne im Land zu halten, hatte der Landesherr Simon I. von Lippe besondere, weitgehendere Rechte verteilt. Er sicherte ihnen eine Hufe Land zu, wenn sie in der Heimat blieben und nicht ins Baltikum auswanderten. Das übereignete Land lag in der Nähe des Oetternbachs; so war die Wasserversorgung gesichert. 
Am 1. Januar 1970 wurde Niewald in die Kreisstadt Detmold eingegliedert.
In Niewald wohnen auf einer Fläche von 1,4 km² insgesamt 70 Bürger (August 2006). Ortsbürgermeisterin ist Maren Eggert (Bündnis 90/Die Grünen), Stand 2023.